# 岩手県道101号小鳥谷停車場線
岩手県道101号小鳥谷停車場線（いわてけんどう101ごう こずやていしゃじょうせん）は、岩手県二戸郡一戸町を通る一般県道である。

## 概要
IGRいわて銀河鉄道線小鳥谷駅から国道4号を結ぶ路線である。かつては延長90 mであったが、2014年に国道4号小鳥谷バイパスの旧道の一部が岩手県に移管されて本路線の一部となった。

### 路線データ
岩手県告示に基づく起終点および経過地は次のとおり。
- 起点 : 小鳥谷駅[3]（二戸郡一戸町小鳥谷字中屋敷1番6地先[1]）
- 終点 : 二戸郡一戸町小鳥谷[3]（二戸郡一戸町小鳥谷字稲荷22番1地先[1] : 小鳥谷バイパス南口交差点[2]＝国道4号交点）
- 路線延長 : 1.5239 km[1]

## 歴史
- 1921年（大正10年）4月1日 - 小本小鳥谷停車場線として県道に認定される。
- 1959年（昭和34年）3月31日 - 県道小本小鳥谷停車場線が分割され、葛巻小鳥谷停車場線として県道に認定される（もう一方は県道宮古葛巻線（現国道340号、国道455号の一部））[4]。
- 1976年（昭和51年）10月1日 - 小鳥谷駅から国道4号交点までが岩手県道101号に認定される[3]。
- 2014年（平成26年）3月24日 - 終点を小鳥谷駅前の国道4号旧道交点から小鳥谷バイパス南口交差点に変更。路線延長が90 mから1.5 kmに延伸され、その大半が国道4号旧道の重用区間となる[1]。
- 2014年（平成26年）4月1日 - 重用区間となっている国道4号旧道が国道指定を解除されて小鳥谷バイパスが国道4号現道となり[5]、旧道のうち小鳥谷駅前以南が本路線の単独区間に、同駅前以北が一戸町へ移管される[2]。

## 地理

### 交差する道路
- 国道4号（一戸町小鳥谷字中村・終点）

### 沿線の施設

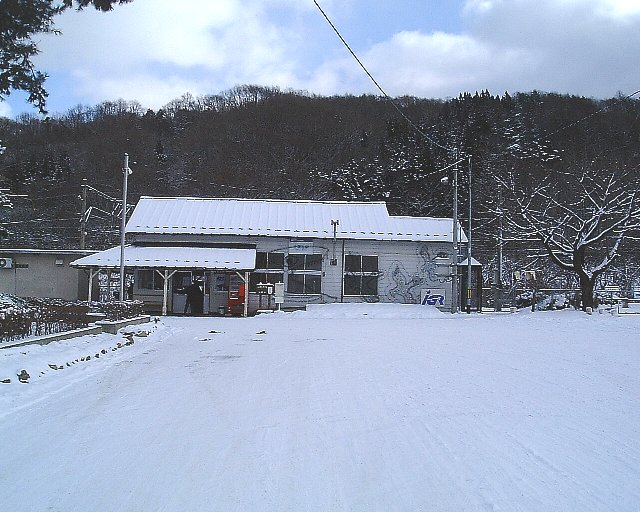
小鳥谷駅舎

- IGRいわて銀河鉄道線 小鳥谷駅
- JA新いわて ニコニコ駅こずや（駅舎内）
- 小鳥谷郵便局
- 二戸警察署小鳥谷駐在所